# Adesmus stellatus
Adesmus stellatus là một loài bọ cánh cứng trong họ Cerambycidae.